# 小泽泻
小泽泻（学名：Alisma nanum）是泽泻科泽泻属的植物，是中国的特有植物。分布在中国大陆的新疆等地，生长于海拔600米的地区，多生长于沼泽浅水中，目前尚未由人工引种栽培。